# Djoliba Athletic Club
O Djoliba Athletic Club, mais conhecido como Djoliba, é um clube de futebol sediado em Bamaco, capital do Mali, fundado em 20 de agosto de 1960. Considerado um dos dois gigantes do futebol malinês ao lado do Stade Malien, o clube possui em sua galeria 23 títulos do Campeonato Malinês, 20 títulos da Copa do Mali e 7 títulos da Supercopa do Mali.
Assim como o seu arquirrival, o clube também manda seus jogos no Estádio do 26 de Março, que conta com capacidade máxima para 55 000 espectadores.

## Títulos oficiais
- Campeonato Malinês (24): 1966, 1967, 1968, 1971, 1973, 1974, 1975, 1976, 1979, 1982, 1985, 1988, 1990, 1991–92, 1995–96, 1996–97, 1997–98, 1998–99, 2004, 2007–08, 2008–09, 2011–12 e 2021–22, 2023/24

- Copa do Mali (20): 1965, 1971, 1973, 1974, 1975, 1976, 1977, 1978, 1979, 1981, 1983, 1993, 1996, 1998, 2003, 2004, 2007, 2008, 2009 e 2022
- Supercopa do Mali (7): 1993, 1994, 1997, 1999, 2008, 2012 e 2013